# Osterley Park
Osterley Park est un vaste parc de Londres, situé à Osterley, division du borough de Hounslow. Il couvre une superficie totale de 209 hectares, ce qui en fait l'un des plus grands espaces verts de Londres.

## Histoire
Le site appartenait originellement au banquier Thomas Gresham, qui y avait établit un moulin pour la papeterie et des cultures de chanvre.
Le château, Osterley Park House, fut construit par Robert et John Adam. Longtemps propriété des comtes de Jersey, ceux-ci l'ont vendue à la nation en 1949. Depuis 1991, elle est la propriété du National Trust. Un musée y est désormais installé, et les intérieurs sont notamment connus pour une salle décorée dans le style étrusque. 

## Description
Osterley Park est un parc paysager du XVIIIe siècle. Le site est dominé par trois pièces d'eau : le Garden Lake (près de 2 hectares), le Middle Lake (5,5 hectares), et le North Lake (environ 3 hectares). À son développement maximal il occupait près de 560 hectares, comprenant un parc paysager, des lacs, des terres boisées et des terres cultivées, avec une zone centrale de 56 hectares formant des terrains, prés et jardins.
Le château et ses jardins sont ouverts au public et reçoivent environ 35 000 visiteurs par an, tandis que le parc en accueille près de 350 000.

## Galerie

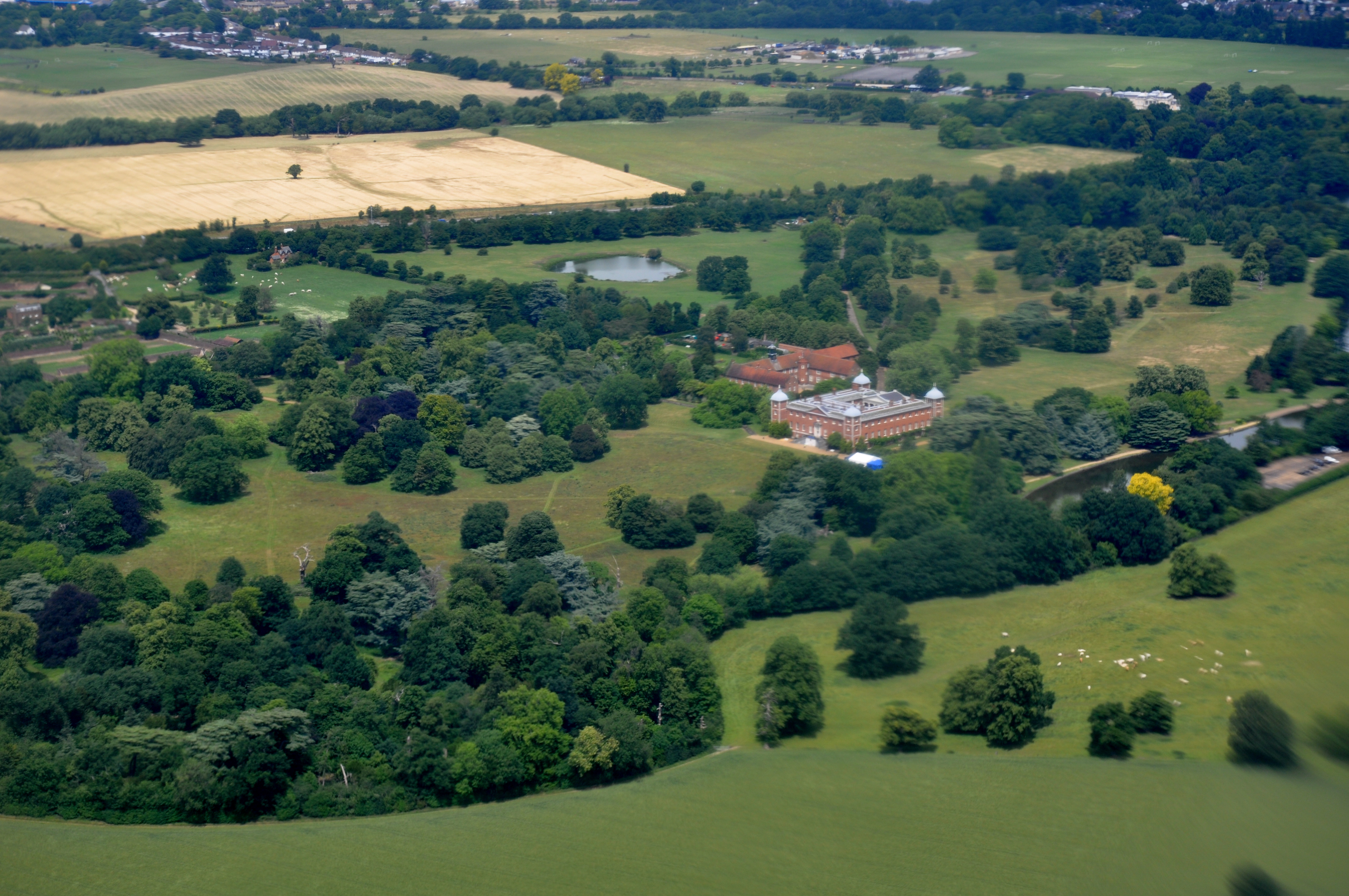
Vue aérienne du parc.
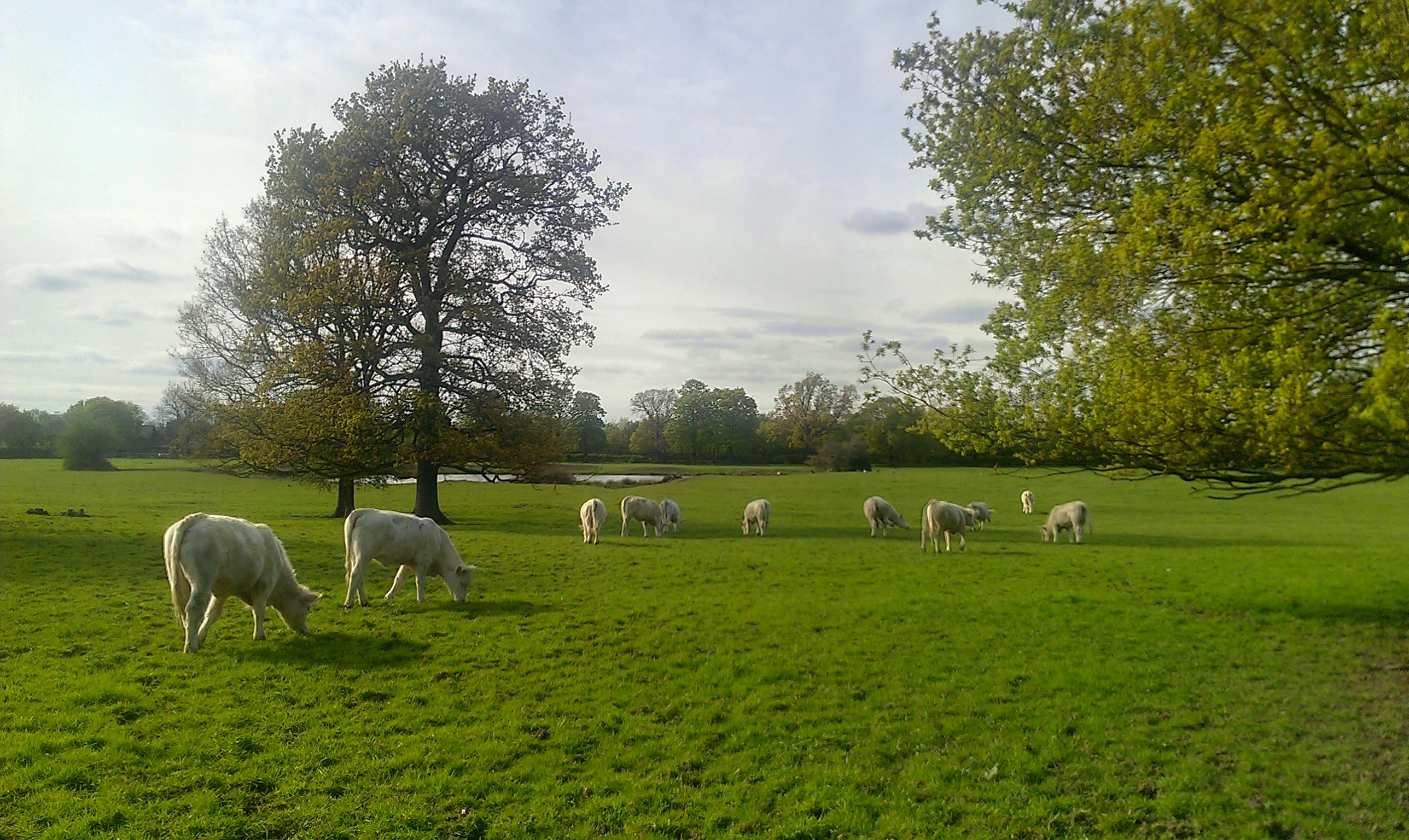
Prairie à Osterley Park.
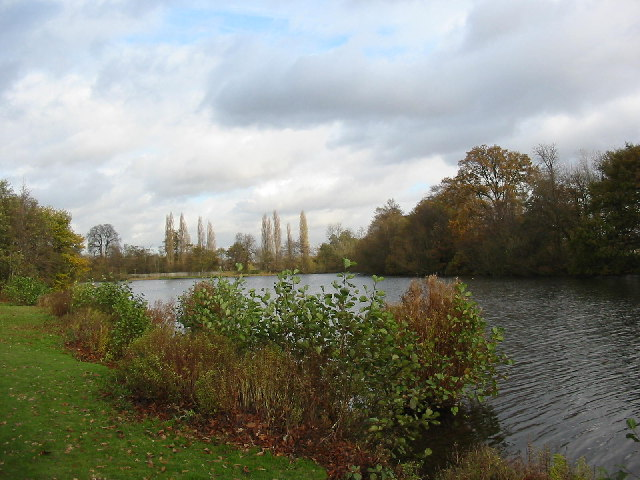
Un des trois lacs d'Osterley Park.
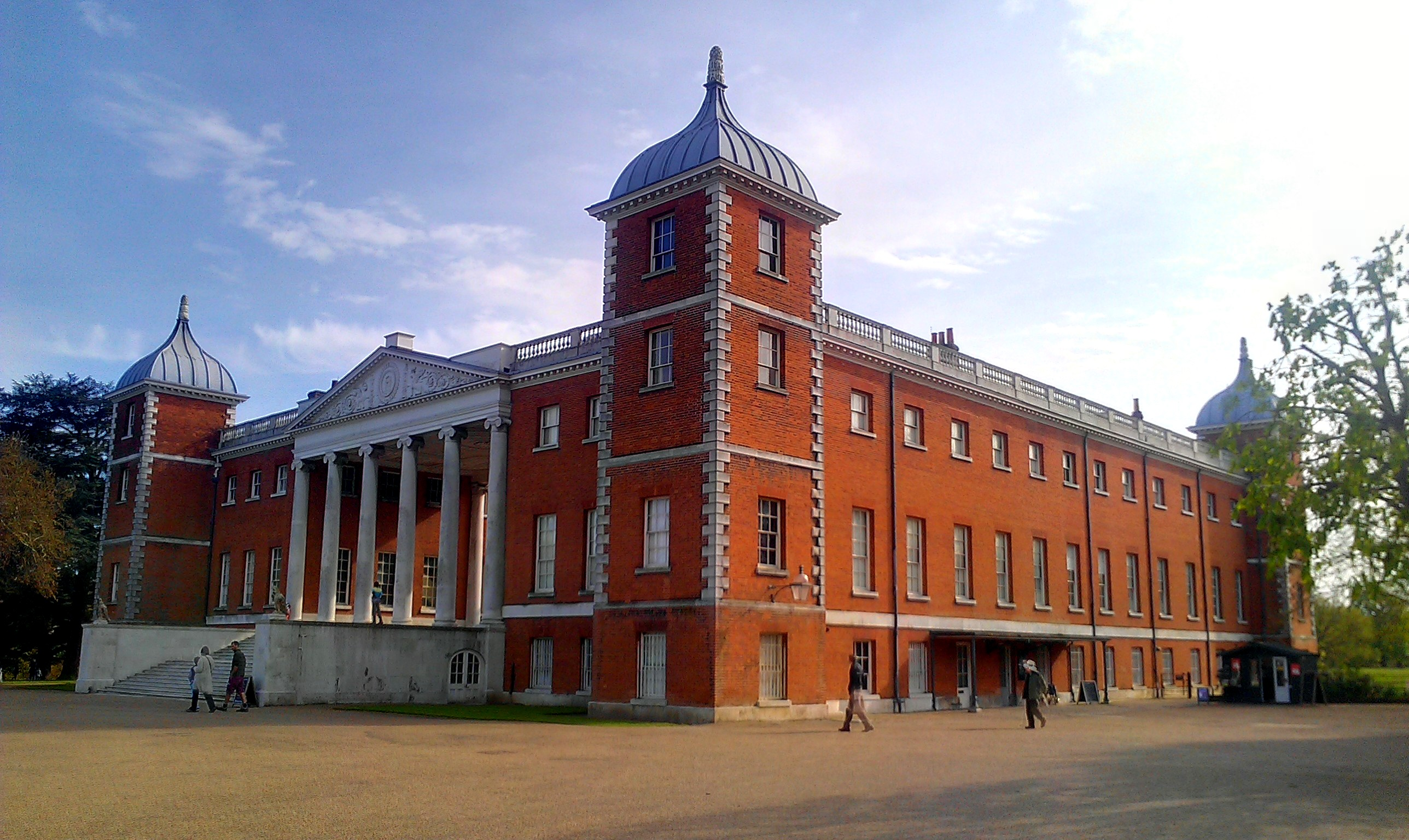
Osterley Park House.
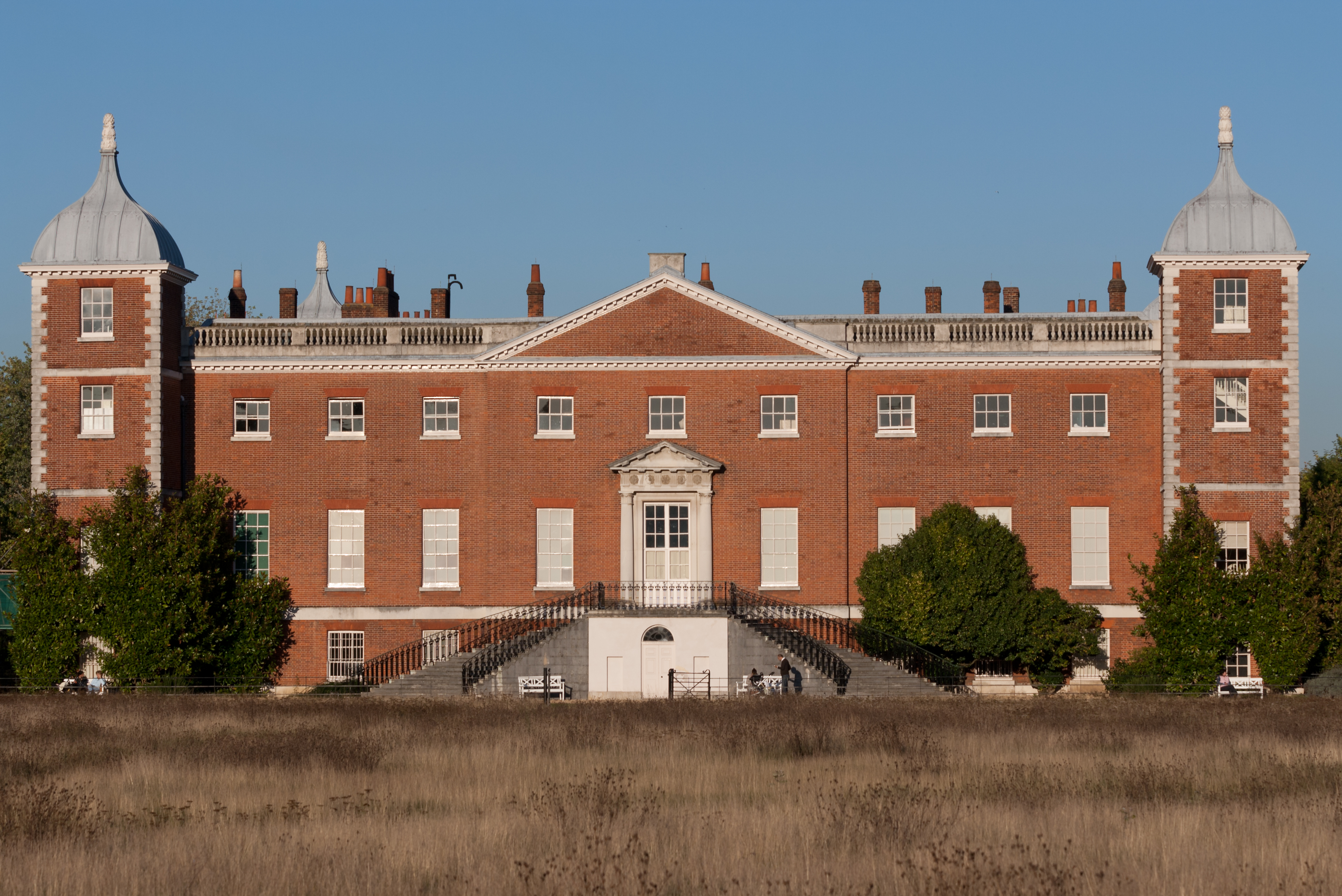
Façade arrière du château.
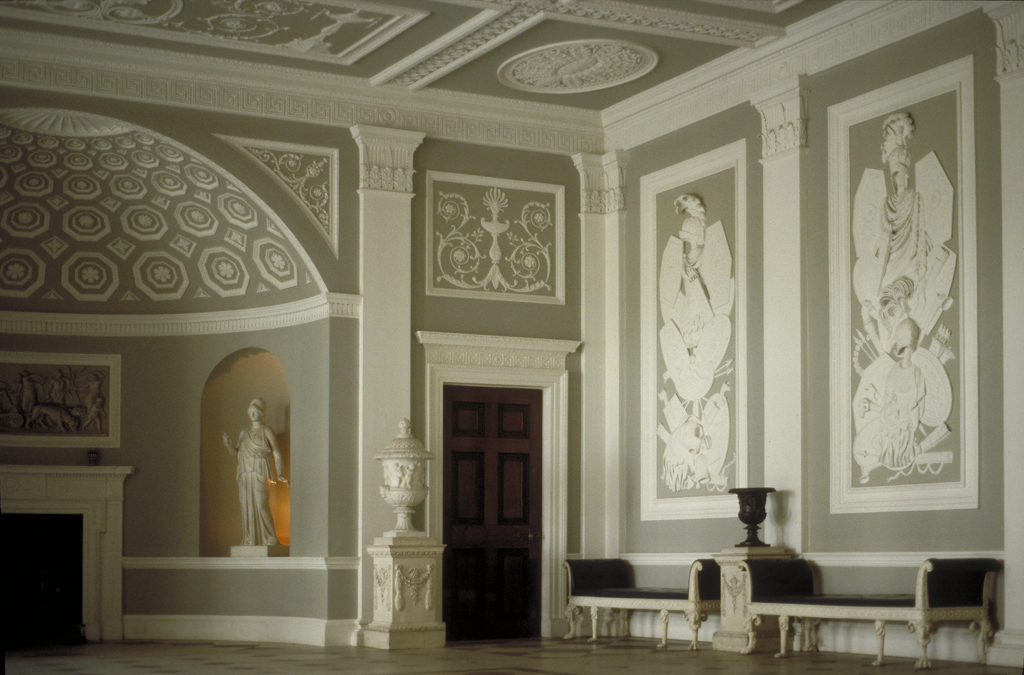
Salle étrusque du château.
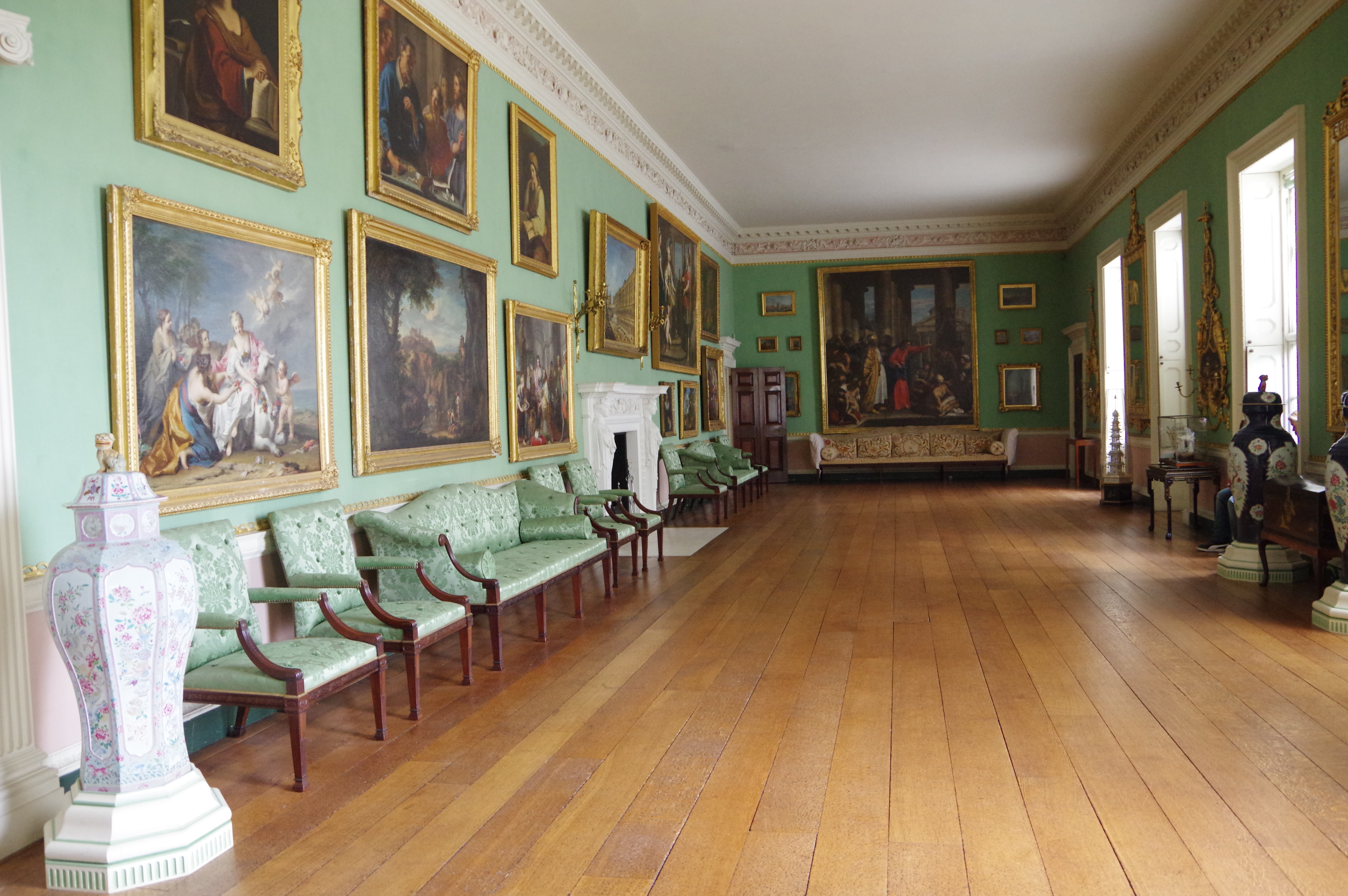
La galerie du château.